# Shirvanskaya
Shirvánskaya (del ruso: Ширванская) es una stanitsa del raión de Apsheronsk del krai de Krasnodar, en Rusia. Está situada en las vertientes septentrionales del Cáucaso Occidental, en la orilla derecha del río Psheja, afluente del Bélaya, que lo es del Kubán, 11 km al sur de Apsheronsk y 98 km al sureste de Krasnodar, la capital del krai. Tenía 646 habitantes en 2010
Pertenece al municipio Novopoliánskoye.